# Himantolophus crinitus
Himantolophus crinitus — вид вудильникоподібних риб родини Himantolophidae. Це морський, батипелагічний вид. Зустрічається на сході Атлантичного океану. Голотип спіймали тралом на глибині 600 м. Тіло сягає завдовжки 8,3 см.